# Гипотеза об одиноком бегуне

Пример гипотезы об одиноком бегуне с 6 бегущими

В теории игр, особенно при изучении диофантовых приближений, гипотеза об одиноком бегуне —  это гипотеза, выдвинутая  Уиллсом (J. M. Wills) в 1967.  Приложения гипотезы широко представлены в математике, они включают задачи ограничения обзора и вычисления хроматического числа  дистанционных и циркулянтных графов.  Гипотеза получила образное имя благодаря Годдину (L. Goddyn) в 1998.

## Гипотеза
Пусть k бегунов бегут по круговой дорожке единичной длины.  В момент t = 0 все бегуны находились в одной точке и начали забег. Скорость бегунов попарно различна.  Говорят, что бегун A одинок в момент t, если он находится на расстоянии по меньшей мере 1/k от всех остальных бегунов.  Гипотеза утверждает, что каждый игрок будет одиноким в некоторый момент времени.
Обычная формулировка задачи предполагает, что бегуны имеют скорости, выражаемые целыми числами, не делящимися на одно и то же простое число. Игрок, который должен быть одиноким, имеет нулевую скорость.  Гипотеза утверждает, что если D – произвольный набор целых положительных чисел, который содержит ровно {\displaystyle k-1} число, с наибольшим общим делителем равным 1, тогда
{\displaystyle \exists t\in \mathbb {R} \quad \forall d\in D\quad ||td||\geq {\frac {1}{k}},}
где {\displaystyle ||x||} означает расстояние от числа x до ближайшего целого.

## Известные результаты
| k | год доказательства | кем доказано                     | замечания                                         |
| - | ------------------ | -------------------------------- | ------------------------------------------------- |
| 1 | -                  | -                                | тривиально: t = 0; для любого t                   |
| 2 | -                  | -                                | тривиально: t = 1 / (2 * (v1-v0))                 |
| 3 | -                  | -                                | Любое доказательство для k>3 также доказывает k=3 |
| 4 | 1972               | Бетке и Виллс; Кузик             | -                                                 |
| 5 | 1984               | Кузик и Померанц; Бьенья и др.   | -                                                 |
| 6 | 2001               | Бохман, Хольцман, Кляйтман; Рено | -                                                 |
| 7 | 2008               | Барайас и Серра                  | -                                                 |

В 2011 году было доказано, что  для достаточно большого количества бегунов с скоростями {\displaystyle v_{1}<v_{2}<...<v_{k}}, если  {\displaystyle {\frac {v_{i+1}}{v_{i}}}\geq 1+{\frac {33\log(k)}{k}},} то гипотеза выполнена.

## Замечания
1. ↑  T. W. Cusick. View-Obstruction problems // Aequationes Math.. — 1973. — Т. 9, вып. 2—3. — С. 165—170. — doi:10.1007/BF01832623.
2. 1 2  J. Barajas and O. Serra. The lonely runner with seven runners // The Electronic Journal of Combinatorics. — 2008. — Т. 15. — С. R48.
3. 1 2  W. Bienia et al. Flows, view obstructions, and the lonely runner problem // Journal of combinatorial theory series B. — 1998. — Т. 72. — С. 1—9. — doi:10.1006/jctb.1997.1770.
4. ↑  Стюарт, 2015, с. 407.
5. ↑  Betke U., Wills J. M. Untere Schranken für zwei diophantische Approximations-Funktionen (нем.) // Monatshefte für Mathematik. — 1972. — Juni (Bd. 76, Nr. 3). — S. 214—217. — ISSN 0026-9255. — doi:10.1007/BF01322924. [исправить]
6. ↑  T. W. Cusick. View-obstruction problems in n-dimensional geometry // Journal of Combinatorial Theory, Series A. — 1974. — Т. 16, вып. 1. — С. 1—11. — doi:10.1016/0097-3165(74)90066-1.
7. ↑  Cusick T.W., Pomerance Carl. View-obstruction problems, III (англ.) // Journal of Number Theory. — 1984. — October (vol. 19, no. 2). — P. 131—139. — ISSN 0022-314X. — doi:10.1016/0022-314X(84)90097-0. [исправить]
8. ↑  T. Bohman, R. Holzman, D. Kleitman. Six lonely runners // Electronic Journal of Combinatorics. — 2001. — Т. 8, вып. 2.
9. ↑  Renault Jérôme. View-obstruction: a shorter proof for 6 lonely runners (англ.) // Discrete Mathematics. — 2004. — October (vol. 287, no. 1-3). — P. 93—101. — ISSN 0012-365X. — doi:10.1016/j.disc.2004.06.008. [исправить]
10. ↑  Dubickas, A. The lonely runner problem for many runners (неопр.) // Glasnik Matematicki. — 2011. — Т. 46. — С. 25—30. — doi:10.3336/gm.46.1.05.

## Внешние ссылки
- статья в «the Open Problem Garden» Архивная копия от 9 ноября 2020 на Wayback Machine